# John Thomas Dunlop

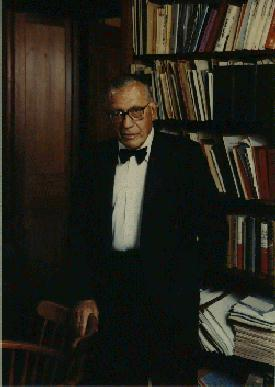
John Thomas Dunlop

John Thomas Dunlop (*  5. Juli 1914 in Placerville, Kalifornien; † 2. Oktober 2003 in Boston) war ein US-amerikanischer Politiker (Republikanische Partei), Professor an der Harvard University und vom 18. März 1975 bis zum 31. Januar 1976 14. Arbeitsminister der Vereinigten Staaten.

## Leben

### Familie und Ausbildung
John Thomas Dunlop wurde 1914 als Sohn von John Wallace und Antonia Forni in Placerville geboren. Einen Großteil seiner Kindheit verbrachte er allerdings auf Cebu, einer Insel der Philippinen. Hier machte Dunlop auch seinen Schulabschluss und zog anschließend nach Kalifornien, wo er zunächst das Marin Community College und später die University of California in Berkeley besuchte. 1935 beendete er sein Wirtschaftsstudium und erhielt vier Jahre später sein Doktorat. 1937 heiratete er Dorothy Emily Webb, mit der er drei Kinder hatte. Seine Frau verstarb einige Monate vor Dunlop.

### Akademische und politische Karriere
Seit 1938 hatte Dunlop an der Harvard University unterrichtet, im Jahr 1950 schloss er seine Habilitation ab und arbeitete weiter an der Harvard University bis zum Ruhestand als Thomas W. Lamont University Professor 1984. 1957 wurde er in die American Academy of Arts and Sciences und 1972 in die American Philosophical Society gewählt. Er  arbeitete auch zur Wirtschafts- und Gewerkschaftsgeschichte.
Zwischen 1975 und 1976 war er unter Gerald Ford 14. Arbeitsminister der Vereinigten Staaten.

## Schriften
- Wage Determination under Trade Unions, 1944, 1950.
- Collective Bargaining: Principles and Cases, 1949, 1953.
- Industrial Relations Systems, 1958, 1993.
- Industrialism and Industrial Man, (mit Clark Kerr, Frederick Harbison, and Charles Myers), 1960.
- Labor and the American Community, (mit Derek C. Bok), 1970.
- The Lessons of Wage and Price Controls – The Food Sector, ed., 1978.
- Labor in the Twentieth Century, ed., 1978.
- Business and Public Policy, ed., 1980.
- Dispute Resolution, Negotiation and Consensus Building, 1984.
- The Management of Labor Unions, 1990.